# كونراد روبرتسون
كونراد روبرتسون (بالإنجليزية: Conrad Robertson)‏ هو مجدف نيوزيلندي، ولد في 27 ديسمبر 1957 في Devonport, New Zealand ‏ في نيوزيلندا.

## وصلات خارجية
- كونراد روبرتسون على موقع الاتحاد الدولي للتجديف (الإنجليزية)
- كونراد روبرتسون على موقع اللجنة الأولمبية الدولية (الإنجليزية)
- كونراد روبرتسون على موقع أوليمبيديا (الإنجليزية)
- كونراد روبرتسون على موقع اللجنة الأولمبية النيوزيلندية (الإنجليزية)